# 오노신다치촌
오노신다치촌(일본어: 雄信達村)은 일본 오사카부 히네군·센난군에 설치되었던 촌이다. 현재의 센난시 북서부에 해당한다.